# Lobatse
Lobatse ist eine der ältesten Städte in Botswana. Sie hat rund 29.000 Einwohner (Volkszählung 2011) und ist für die einheimische Wirtschaft von großer Bedeutung.

## Lage
Lobatse liegt etwa 70 km südlich von der Landeshauptstadt Gaborone und nur wenige Kilometer westlich der Grenze zu Südafrika und dessen Nordwest-Provinz. Die etwa 1200 Meter über dem Meeresspiegel liegende Stadt gehört wie Gaborone zum South East District und befindet sich an dessen südlichem Ende. In südlicher Richtung ist die nächste größere Stadt das ebenfalls etwa 70 km entfernte Mahikeng in Südafrika.

## Wirtschaft und Infrastruktur
Lobatse liegt im Kreuzungspunkt wichtiger Verkehrsverbindungen, insbesondere in die Südafrikanische Republik. So kreuzt sich dort der Trans-African Highway 4, Kairo-Gaborone-Kapstadt-Highway, mit dem Trans-Kalahari Corridor. Weiterhin liegt Lobatse an der Eisenbahnstrecke, die vom südafrikanischen Mafikeng über Gaborone und Francistown bis nach Bulawayo in Simbabwe führt. Lobatse beherbergt unter anderem eine wichtige Außenstelle des Geologischen Dienstes von Botswana, die sich mit Geologie und Hydrogeologie beschäftigt. In Lobatse haben die Justizverwaltung des Landes sowie der oberste Gerichtshof und das Appellationsgericht von Botswana ihren Sitz.
Lobatse hat den größten Schlachthof im südlichen Afrika und exportiert Fleisch in die Nachbarländer wie auch in die Europäische Union, mit der ein Handelsvertrag besteht.
Eine dem Schlachthof angegliederte Tochterfirma gerbte die anfallenden Tierhäute und es bestand bis in die Jahre 1995 und 1996 ein recht einträgliches Geschäft mit Leder jeder Art. Diese Firma musste ihren Betrieb einstellen, da Umweltschutzbestimmungen nicht eingehalten wurden. Das Problem war die fehlende Reinigung der Abwässer.

## Städtepartnerschaften
Seit dem 24. Oktober 2011 besteht eine Gemeindepartnerschaft mit Walvis Bay,  Namibia. Beide Städte sind durch den Trans-Kalahari Corridor miteinander verbunden.